# Willem Vleeschouwer
Willem Vleeschouwer (Hilversum, 4 december 1950), of WéVé, is een Nederlandse striptekenaar, die vooral bekend is van zijn stripserie De Spoorstraat.

## Biografie
Vleeschouwer werd opgeleid op de Grafische School te Utrecht en ging daarna naar de Gerrit Rietveld Academie te Amsterdam. Hij publiceerde in 1978 in De Waarheid zijn eerste strip De Wonderbaarlijke Reis van Jacobus Maneschijn en Sientje Zeester, een verhaal van Willem Wilmink. Met scenarist Gerard van Santen maakte hij twee verhalen van het figuurtje Duppie, die in 1979 en 1984 werden uitgegeven door uitgeverij Espee van Ger van Wulften.
Uitgeverij Oog & Blik gaf in 1996, 2001 en 2009 drie door Vleeschouwer gecreëerde verhalen van De Spoorstraat uit.
Vleeschouwer tekende verder voor OOR, Elsevier, Esquire, Het Parool en Hard Gras en heeft voor veel bekende merken reclametekeningen gemaakt. Ook maakte hij begin jaren '80 tekeningen voor Anti-Apartheids nieuws, het blad van de anti-apartheidsbeweging in Nederland.
De tekenstijl van Vleeschouwer toont enige verwantschap met de atoomstijl, een bepaalde tekenstijl waarbij tekenaars spelen met design en zich in hun werk laten beïnvloeden door meubelontwerp, architectuur en grafische kunsten.